# René Bader
René Bader (7 augustus 1922 - 1 januari 1995) was een Zwitsers voetballer die speelde als aanvaller.

## Carrière
Bader speelde heel zijn loopbaan voor FC Basel en veroverde met hen de beker in 1947 en de landstitel in 1953. Na zijn spelersloopbaan was hij een tweede keer coach van de club tussen 1952 en 1955 was hij er ook speler, en tussen 1958 en 1959 enkel coach.
Hij speelde 22 interlands voor Zwitserland waarin hij één keer kon scoren dat was op het WK voetbal 1950.

## Erelijst
- FC Basel
  - Landskampioen: 1953
  - Zwitserse voetbalbeker: 1947